# Hunedoara Timișană, Arad
Hunedoara Timișană este un sat în comuna Șagu din județul Arad, Banat, România.
Satul a fost înființat în 1925 prin colonizarea cu români aduși din 18-19 sate din județul Hunedoara, pe moșia expropiată a lui Alexandru Tagányi. Biserica ortodoxă a fost zidită în 1931. În 1927 satul era filie a parohiei Firiteaz, slujbele religioase săvârșindu-se la început în casa cântărețului bisericesc Lazăr Dumitru, iar mai târziu în localul școlii confesionale. La 23 aprilie 1929, protopopul Sava Traian Seculin, protopopul Vingăi, pune piatra de temelie a bisericii. Lucrările începute în acel an au fost finalizate după țase ani, la 22 decembrie 1935, noul locaș de cult fiind sfințit de același protopop, delegat al episcopului Andrei Mageru.

O noua ramificație a drumului comunal, spre dreapta, ne duce prin zona colinară a Câmpiei de vest în mica localitate Hunedoara Timișeană.

Aceasta este formată din coloniști ardeleni veniți dinspre Hunedoara, Ilia, Brad etc. în 1925, când aceștia și-au întemeiat satul.

În localitate funcționează o Asociație agricolă care cuprinde pământul de la majoritatea sătenilor.

Această localitate este ultima localitate din județul Arad, pe acest drum, care continuă în județul Timiș.